# 신영식 (짱구는 못말려)
신영식은 일본의 만화 및 애니메이션 《짱구는 못말려》에 등장하는 등장인물로, 주인공 신짱구와 신짱아의 아버지다. 신형만이라고도 부르며, 일본 현지 이름은 노하라 히로시이다.
출생일은 1990년 연재 시작 기준 1955년 5월 5일이며, 출생지는 일본판 아키타현 다이센시 가미오카 정 / 한국에서는 강원도 양양군 (3기, 5기 한정 대전광역시)이다. 현재 사이타마현 가스카베시 주오 1쵸메(후타바 쵸) 904/ 서울특별시 금천구 시흥동 떡잎마을에 거주하고 있다.
도쿄도 니혼바시에 소재한 떡잎 상사(서울특별시 쌍마상사)의 소속되어 있으며, 가스카베/ 출근 루트는 서울 떡잎역에서 전철로 통근한다. 학력은 와세다대학 상학부 혹은 국내판에서는 성균관대학교 경상대학 중퇴로 추론하거나 설정했다.
나이는 35세로 되어 있지만 일부에서는 34세인 자료도 있다. 원작과 애니메이션은 처음부터 35세로 통일되었고, 34살이라는 표기는 한 번도 나오지 않았다.
현재 일본어 원어판에서는 신영식의 일인칭은 "오레(おれ)"다. 단 어릴 땐 일인칭이 오라(オラ)였다. "이상적인 아빠"로 꼽히는 것도 많아, 오리콘 조사에 따르면 5위, 남성 부문에서는 4위를 차지했다. 실제 짱구를 위해 도시락을 싸 주셔서 유치원 어린이들의 부러움을 사기도 했는데, 집안일이 서툴러, 부엌을 어지럽힌 설거지를 하느라 짱구 엄마가 고생을 했다. 붉은장미 삼총사의 리더인 용숙의 이상형이다.

## 성우
일본어 원어판 성우는 후지와라 케이지 (일본판 초대 1992~2016), 모리카와 토시유키(일본판 2대 2016~)이며, 한국어 더빙판 성우는 오세홍 (TV 시리즈 1~14기, X파일 1기 / 극장판 1~21기), 유동현 (비디오), 김환진 (비디오, X파일 2기~3기, TV 시리즈 15기~, 극장판 22기~), 손원일 (MBC 극장판), 북미판 성우는 척휴버이다.

## 생애
아키타현(한국어 판에선 강원특별자치도 양양군/대전광역시)에서 농사일을 하는 신돌식과 이옥분 부부 사이에서 막내아들로 태어났다. 원작에서는 아직도 결혼을 하지 않고 고향에서 농부 생활을 하는 형 신공식이 있고, 누나도 있다. 애니메이션에서는 앵두(일본명: 사쿠라 치루코)라는 조카가 있다는 설정이 있다. 하지만 짱구 아빠의 형 공식은 애니메이션에서는 등장하지 않았고 앵두 역시 초창기에만 나오고 이후에는 하차해 최신판만 봐온 팬들은 짱구 아빠가 외동이라고 여길 정도다.
고등학교 때까지 고향 아키타, 양양군에서 보낸 후 도쿄(서울)로 상경하여 20세 때 후타바 상사 한국에서는 서울 중심부의 떡잎상사, 쌍마상사 영업 2과의 계장에 입사하여 근속 15년이다. 사이타마현 가스카베시(서울시) 골목에서 봉미선이 손수건을 떨어뜨린 것을 보고 주워줌으로써 사랑이 싹트기 시작했다. 같은 장소에서 불량배에게 위협을 당하고 있는 미선을 발 냄새 공격으로 구해줌으로써 사랑이 싹트기 시작했으며, 도부 철도 이세사키 선 기타센주역(떡잎마을역) 승강장에서 프로포즈를 했다.
현재는 사이타마현의 가스카베시 한국에서는 서울특별시 금천구 시흥동 떡잎마을에 단독 주택을 소유하고 가스카베 역(서울 떡잎역)에서 전철로 통근하는 서민이다. 그러나 단독주택은 32년 장기대출로 구매한 저택이다. 일본은 집값이 매우 비싼 나라이므로 이런 일이 꽤 흔한 편이다.

## 이름
한국에서의 공식적인 이름은 신영식과 신형만을 혼용하여 사용하고 있다. 신형만 이라는 이름은 SBS 4기,6기,7기 대원방송, 신영식은 SBS 1기,2기와 투니버스, 이전에 만화책에서는 맹병태, 비디오판 에서는 신형만, 맹병태, 신우석 등이라는 이름을 사용하였다. 과거와 최근이랑 둘로 나뉘는데 옛날은 신형만이고 최근엔 신영식으로 알려졌다. 그러나 대다수 한국인들은 신형만으로 더 잘 알고 있다.
히로시라는 이름의 뜻은 "넓다"로 형인 세마시는 "좁다"이다.

## 외모
신장은 180cm, 구두의 사이즈는 270mm, 목 둘레 40cm, 가슴둘레 90cm, 허리 76cm, 다리 길이 105cm, 헤어 스타일은 곱슬머리로 대머리 오름도 신경이 쓰이는 것 같아서 비싼 양모제를 구입하기도 한다. 초기에는 매우 뚱뚱했지만, 작화 디자인이 바뀌면서 윤곽도 오각형에서 사각형 턱만 돌출하는 형태이다.
턱수염이 강철처럼 단단하여 한국에서 방영하지 않은 "신짱네 형사 사건 기록부"에서는 테러리스트에게 "수염을 문질러 앞으로 1분이면 불이 붙을 것"이라고 말했고, 영화 "폭발! 부글부글 온천 대작전"에서 거대 로봇의 드릴에 수염을 문질러 불꽃이 일고 있었다. 또한 자신의 체형을 걱정하고(바다에 갔을 때 젊은 여자 앞에서는 배를 근육이 있게 보이려고 하는 등), 다이어트에 힘쓴 때도 있었다. 그 때는 미사에와 대조적으로 마른 왕년의 몸을 되찾았다. 최근의 애니메이션에서는 아랫배가 나와서 소위 메타몽 체형이 눈이 띈다.

## 의복
회사에서 근무하는 관계로 평일에는 거의 양복이며, 집에 돌아왔을 때나 쉬는 날에는 주황색과 파란색의 맨투맨 티셔츠와 회색, 베이지 색 면 바지를 즐겨 입고 있다. 애니메이션 초기에는 보라색 셔츠와 베이지 색 바지를 입고 있는 것이 대부분이다. 자주 신는 신발과 양말에서는 발 냄새가 심하게 난다.

## 성격
믿기 어렵겠지만, 사실 신영식은 결혼 전만 해도 아이는 때려가면서 엄하게 키워야 한다고 했던 사람이다. 그런 그가 결혼 후에는 왜 그렇게 바뀌었는지 명확하게 나오지 않았지만 아마 직장 일을 하느라 아이와 함께하는 시간이 절대적으로 적은 데다, 절대로 아이를 때리지 않고 키우겠다고 했던 아내가 툭하면 아이에게 폭력을 일삼는 엄격하고 표독스러운 엄마가 된 걸 보고는 생각을 바꾼 모양이다. 그래서 아이가 온갖 짓궂은 장난을 칠 때도 그냥 쓴소리만 날릴 뿐 꿀밤을 먹이는 일은 잘 없다. 하지만 아이의 장난이 도가 지나칠 때, 혹은 잘못을 저질러 놓고도 뻔뻔스럽게 굴 때는 가차 없이 꿀밤을 먹이며 엄하게 주의를 준다.
영업사원이라는 직업 특성 상 주말과 공휴일에도 접대 골프나 출장을 나가는 일이 흔하며, 이 때문에 전부터 약속해둔 가족 나들이 약속을 펑크 내기 일쑤다. 그리고 한가한 시간에는 항상 늦게까지 자거나 깨어있어도 낮잠만 자려고 한다. 하지만 그만 자고 아이들 좀 보라는 아내의 성화와 놀아 달라고 떼쓰는 아이들 때문에 종종 깨기 일쑤이다. 실제 짱구 아빠가 식구들과의 소풍 날과 접대 골프를 하는 날이 겹쳐서 고민하는 에피소드가 있었다. 아버지 긴노스케처럼 미녀만 보면 눈이 뒤집혀 무게 잡는 모습을 보이고 이는 아들에게도 계승됐다.
하지만 이런 호색적인 모습은 어디까지나 개그이며 진지한 상황에서는 가족을 위해 헌신하는 멋진 아버지로 변한다. 이런 그의 부성애는 TV 시리즈에서보다 극장판에서 많이 강조된다. 9기 <어른제국의 역습>에서는 중반부에 등장 회상 장면으로 모든 시청자들을 눈물에 젖게 했고 22기 <정면승부! 로봇아빠의 역습>에서는 아예 메인 주인공으로 활약하며 아버지라는 존재가 어떤 존재인지 관객들에게 제대로 각인시켰다. 짱구는 못말려 에피소드에도 짱구의 도시락을 짱구 아빠가 서툰 솜씨를 발휘해가면서 만드는 이야기가 있는데, 떡잎 유치원의 아이들이 무척 부러워했다. 물론 살림꾼, 주부 9단인 짱구 엄마가 보기에는 제철이 아닌데 딸기를 비싼 가격에 사고, 도시락에 쓸 쇠고기는 비싸지 않아도 되는데 비싼 한우를 사며, 미리 쌀을 불리고 전기밥솥의 타이머도 맞추어야 함을 모르는 등 서툰 솜씨요, 산더미같은 설거지를 만들어주었지만, 짱구 엄마가 보낸 문자메시지를 보면 도시락이 인기가 많았다고 한다.

### 취향
좋아하는 음식은 맥주, 고기, 튀김, 청대콩, 명란젓, 생선회 등의 안주류를 좋아한다. 특히 고기, 청대콩, 생선회 등은 제일 좋아하는 안주류다. 맥주를 너무 좋아해서 사람도 못 알아볼 정도로 취해서 나오는 경우도 빈번히 있다.

### 습관, 버릇
초기에는 틈만 나면 흡연을 했다. 온천 여행에서 금연을 할 수 있는지 없는지 아내와 내기를 했지만 미사에의 비겁한 전략으로 하루도 안되어 탈락했다. 하지만 아내의 출산이 가까워진 계기로 금연하고 현재 피우지 않고 있다.
짱구 할아버지 신돌식의 성격을 그대로 닮아서 예쁜 여자만 보면 정신을 못 차리고 작업을 걸기 일쑤다. 그 때문에 아들도 똑같이 유전이 되어 봉미선을 매일 화나게 한다.

## 가족 관계
- 배우자 : 봉미선
  - 아들 : 신짱구
  - 딸 : 신짱아

### 가계도
아래는 짱구 아빠 시점의 가계도이다. 괄호 안의 이름은 일본 원국에서 방영될 때의 이름이다.
|                             |                             | 장인어른 봉선달 (코야마 요시지) | 장인어른 봉선달 (코야마 요시지) | 장인어른 봉선달 (코야마 요시지) | 장인어른 봉선달 (코야마 요시지) | 장인어른 봉선달 (코야마 요시지) | 장인어른 봉선달 (코야마 요시지) |                             |                             |                             |                             |                             |                             | 장모님 이영선(코야마 히사에) | 장모님 이영선(코야마 히사에) | 장모님 이영선(코야마 히사에)    | 장모님 이영선(코야마 히사에)    | 장모님 이영선(코야마 히사에)     | 장모님 이영선(코야마 히사에)     |                                  |                                  |                                  |                                  |  |  | 아버지 신돌식 (노하라 긴노스케) | 아버지 신돌식 (노하라 긴노스케) | 아버지 신돌식 (노하라 긴노스케)                          | 아버지 신돌식 (노하라 긴노스케)                          | 아버지 신돌식 (노하라 긴노스케)                          | 아버지 신돌식 (노하라 긴노스케)                          |                                                          |                                                          |  |  |           |           | 어머니 이옥분 (노하라 츠루) | 어머니 이옥분 (노하라 츠루) | 어머니 이옥분 (노하라 츠루) | 어머니 이옥분 (노하라 츠루) | 어머니 이옥분 (노하라 츠루) | 어머니 이옥분 (노하라 츠루) |  |  |
|                             |                             | 장인어른 봉선달 (코야마 요시지) | 장인어른 봉선달 (코야마 요시지) | 장인어른 봉선달 (코야마 요시지) | 장인어른 봉선달 (코야마 요시지) | 장인어른 봉선달 (코야마 요시지) | 장인어른 봉선달 (코야마 요시지) |                             |                             |                             |                             |                             |                             | 장모님 이영선(코야마 히사에) | 장모님 이영선(코야마 히사에) | 장모님 이영선(코야마 히사에)    | 장모님 이영선(코야마 히사에)    | 장모님 이영선(코야마 히사에)     | 장모님 이영선(코야마 히사에)     |                                  |                                  |                                  |                                  |  |  | 아버지 신돌식 (노하라 긴노스케) | 아버지 신돌식 (노하라 긴노스케) | 아버지 신돌식 (노하라 긴노스케)                          | 아버지 신돌식 (노하라 긴노스케)                          | 아버지 신돌식 (노하라 긴노스케)                          | 아버지 신돌식 (노하라 긴노스케)                          |                                                          |                                                          |  |  |           |           | 어머니 이옥분 (노하라 츠루) | 어머니 이옥분 (노하라 츠루) | 어머니 이옥분 (노하라 츠루) | 어머니 이옥분 (노하라 츠루) | 어머니 이옥분 (노하라 츠루) | 어머니 이옥분 (노하라 츠루) |  |  |
|                             |                             |                                 |                                 |                                 |                                 |                                 |                                 |                             |                             |                             |                             |                             |                             |                              |                              |                                 |                                 |                                  |                                  |                                  |                                  |                                  |                                  |  |  |                                 |                                 |                                                          |                                                          |                                                          |                                                          |                                                          |                                                          |  |  |           |           |                             |                             |                             |                             |                             |                             |  |  |
|                             |                             |                                 |                                 |                                 |                                 |                                 |                                 |                             |                             |                             |                             |                             |                             |                              |                              |                                 |                                 |                                  |                                  |                                  |                                  |                                  |                                  |  |  |                                 |                                 |                                                          |                                                          |                                                          |                                                          |                                                          |                                                          |  |  |           |           |                             |                             |                             |                             |                             |                             |  |  |
| 처형 봉미자 (코야마 마사에) | 처형 봉미자 (코야마 마사에) | 처형 봉미자 (코야마 마사에)     | 처형 봉미자 (코야마 마사에)     | 처형 봉미자 (코야마 마사에)     | 처형 봉미자 (코야마 마사에)     |                                 |                                 | 처제 봉미소 (코야마 무사에) | 처제 봉미소 (코야마 무사에) | 처제 봉미소 (코야마 무사에) | 처제 봉미소 (코야마 무사에) | 처제 봉미소 (코야마 무사에) | 처제 봉미소 (코야마 무사에) |                              |                              | 아내 봉미선(29) (노하라 미사에) | 아내 봉미선(29) (노하라 미사에) | 아내 봉미선(29) (노하라 미사에)  | 아내 봉미선(29) (노하라 미사에)  | 아내 봉미선(29) (노하라 미사에)  | 아내 봉미선(29) (노하라 미사에)  |                                  |                                  |  |  |                                 |                                 | 신영식(35) (노하라 히로시) 형 신공식(40) (노하라 세마시) | 신영식(35) (노하라 히로시) 형 신공식(40) (노하라 세마시) | 신영식(35) (노하라 히로시) 형 신공식(40) (노하라 세마시) | 신영식(35) (노하라 히로시) 형 신공식(40) (노하라 세마시) | 신영식(35) (노하라 히로시) 형 신공식(40) (노하라 세마시) | 신영식(35) (노하라 히로시) 형 신공식(40) (노하라 세마시) |  |  | {{{UNL}}} | {{{UNL}}} | {{{UNL}}}                   | {{{UNL}}}                   | {{{UNL}}}                   | {{{UNL}}}                   |                             |                             |  |  |
| 처형 봉미자 (코야마 마사에) | 처형 봉미자 (코야마 마사에) | 처형 봉미자 (코야마 마사에)     | 처형 봉미자 (코야마 마사에)     | 처형 봉미자 (코야마 마사에)     | 처형 봉미자 (코야마 마사에)     |                                 |                                 | 처제 봉미소 (코야마 무사에) | 처제 봉미소 (코야마 무사에) | 처제 봉미소 (코야마 무사에) | 처제 봉미소 (코야마 무사에) | 처제 봉미소 (코야마 무사에) | 처제 봉미소 (코야마 무사에) |                              |                              | 아내 봉미선(29) (노하라 미사에) | 아내 봉미선(29) (노하라 미사에) | 아내 봉미선(29) (노하라 미사에)  | 아내 봉미선(29) (노하라 미사에)  | 아내 봉미선(29) (노하라 미사에)  | 아내 봉미선(29) (노하라 미사에)  |                                  |                                  |  |  |                                 |                                 | 신영식(35) (노하라 히로시) 형 신공식(40) (노하라 세마시) | 신영식(35) (노하라 히로시) 형 신공식(40) (노하라 세마시) | 신영식(35) (노하라 히로시) 형 신공식(40) (노하라 세마시) | 신영식(35) (노하라 히로시) 형 신공식(40) (노하라 세마시) | 신영식(35) (노하라 히로시) 형 신공식(40) (노하라 세마시) | 신영식(35) (노하라 히로시) 형 신공식(40) (노하라 세마시) |  |  | {{{UNL}}} | {{{UNL}}} | {{{UNL}}}                   | {{{UNL}}}                   | {{{UNL}}}                   | {{{UNL}}}                   |                             |                             |  |  |
|                             |                             |                                 |                                 |                                 |                                 |                                 |                                 |                             |                             |                             |                             |                             |                             |                              |                              |                                 |                                 |                                  |                                  |                                  |                                  |                                  |                                  |  |  |                                 |                                 |                                                          |                                                          |                                                          |                                                          |                                                          |                                                          |  |  |           |           |                             |                             |                             |                             |                             |                             |  |  |
|                             |                             |                                 |                                 |                                 |                                 |                                 |                                 |                             |                             |                             |                             |                             |                             |                              |                              |                                 |                                 |                                  |                                  |                                  |                                  |                                  |                                  |  |  |                                 |                                 |                                                          |                                                          |                                                          |                                                          |                                                          |                                                          |  |  |           |           |                             |                             |                             |                             |                             |                             |  |  |
|                             |                             |                                 |                                 |                                 |                                 |                                 |                                 |                             |                             |                             |                             |                             |                             |                              |                              |                                 |                                 | 아들 신짱구(5) (노하라 신노스케) | 아들 신짱구(5) (노하라 신노스케) | 아들 신짱구(5) (노하라 신노스케) | 아들 신짱구(5) (노하라 신노스케) | 아들 신짱구(5) (노하라 신노스케) | 아들 신짱구(5) (노하라 신노스케) |  |  |                                 |                                 | 딸 신짱아(1) (노하라 히마와리)                           | 딸 신짱아(1) (노하라 히마와리)                           | 딸 신짱아(1) (노하라 히마와리)                           | 딸 신짱아(1) (노하라 히마와리)                           | 딸 신짱아(1) (노하라 히마와리)                           | 딸 신짱아(1) (노하라 히마와리)                           |  |  |           |           |                             |                             |                             |                             |                             |                             |  |  |

## 같이 보기
- 신짱구
- 신짱아
- 봉미선
- 흰둥이